# Acanthoderes thoracica
Acanthoderes thoracica är en skalbaggsart som beskrevs av White 1855. Acanthoderes thoracica ingår i släktet Acanthoderes och familjen långhorningar. Inga underarter finns listade i Catalogue of Life.